# إد سومرفيل
إد سومرفيل (بالإنجليزية: Ed Somerville)‏ هو لاعب كرة قاعدة أمريكي، ولد في 1 مارس 1853 في فيلادلفيا في الولايات المتحدة، وتوفي في 1 أكتوبر 1877 في كندا.

## وصلات خارجية
- إد سومرفيل على موقعبيزبول رفرنس.كوم (الدوري الرئيسي) (الإنجليزية)
- إد سومرفيل على موقعبيزبول رفرنس.كوم (الدوري الثانوي) (الإنجليزية)